# Recueils
 (janvier 2013).
Les recueils constituent un mode de traitement des « éphémères » en bibliothèque. Les éphémères sont constitués de tout ce qui n’est ni livres, ni périodiques en bibliothèque – bien que certains périodiques et monographies sont traités en recueils. Les éphémères sont des documents imprimés dont le contenu informatif revêt souvent un caractère ponctuel et où le recours à l’illustration (gravure pour les plus anciens, photographie) est fréquent.

## Typologie des documents conservés en recueils
Les recueils ont une grande diversité de contenu :
- documents publicitaires : catalogues commerciaux, prospectus, carte de visite ;
- documents informatifs : brochures touristiques, dépliants, programmes, menus ;
- documents de propagande : tracts et affiches ;
- documents financiers et administratifs : rapports et statuts, circulaires, règlements intérieurs ;
- documents techniques : guides d'utilisateurs, manuels de logiciels, modes d'emploi d'appareils ;
- documents familiaux : faire-part.

## Traitement des documents en recueils
Les éphémères font l'objet d'un traitement en recueils, comme le prescrit très tôt Gabriel Naudé (1600-1653) dans son Advis pour dresser une bibliothèque où il recommande de :
« ne rien négliger de tout ce qui peut entrer en ligne de compte et avoir quelque usage, soit à l’égard de vous ou des autres : comme sont les libelles, placards, thèses, fragments, épreuves et autres choses semblables, que l’on doit être soigneux de joindre et assembler suivant les diverses sortes et matières qu’ils traitent [...] autrement il arrive d’ordinaire que pour avoir méprisé ces petits livres qui ne semblent que bagatelles et pièces de nulle conséquence, on vient à perdre une infinité de beaux recueils qui sont quelquefois des plus curieuses pièces d’une bibliothèque ».
Naudé reconnaît ainsi à la fois la richesse des documents éphémères et l’utilité du traitement en recueils.
Le traitement en recueils est légitimé par Léopold Delisle :
« Il y a souvent un réel intérêt à former et à conserver en bon ordre certaines collections de pièces qu’il n’est pas indispensable et qu’il serait trop long de coter et de cataloguer une à une. On en constituera des recueils factices consacrés chacun à un sujet bien déterminé. »
« Pour certaines catégories de documents (…) on se dispensera d’en rédiger des cartes spéciales et de numéroter les pièces individuellement, il suffira d’en former un groupe, d’assigner un numéro à chaque groupe et de lui consacrer une carte collective. »

## Conservation des recueils
Par leur nature, les éphémères sont voués à une usure ou une consommation rapide, d’où de nombreux hors d’usage dans les collections d’éphémères.
Le paradoxe est que les éphémères entrés dans les bibliothèques n’en ont plus que le nom. Une fois intégré dans les collections patrimoniales, ils cessent d’être des éphémères et bénéficient de mesures pour assurer une conservation à long terme.

## Un exemple de fonds de recueils en bibliothèque: les Recueils de la Bibliothèque nationale de France

### Le traitement des éphémères en recueils dès leXIXesiècle
Les éphémères sont recueillis à la Bibliothèque nationale dès 1831. Léopold Delisle (1826-1910) organise leur traitement à partir de 1890, par un service spécifique du Département de l'histoire de France, celui des recueils. Les documents destinés à ce service alimentent des recueils thématiques dans les cotes du lettrage dit Clément, du nom de Nicolas Clément (bibliothécaire).

### Une interruption du traitement en recueils (1942-1958)
En 1942, sous l'administrateur Bernard Faÿ, Jean Porcher prend le contre-pied du traitement en recueil et instaure un traitement à la pièce des éphémères. En outre, certaines parties des recueils Clément sont alors démembrés pour être cotés sous la lettre W.
Toutefois, le traitement en recueils est maintenu pour les tracts de l'histoire de France.

### Un nouveau mode de traitement en recueils (de 1958 à nos jours)
En 1958, ce traitement à la pièce est enfin abandonné à la faveur d'une évolution des normes de catalogage qui permettent un classement à la collectivité auteur. Les recueils rejoignent une nouvelle cote sous le lettrage WZ. Le démembrement du fonds Clément se poursuit néanmoins pour alimenter cette nouvelle cote WZ. Le vieux fonds de recueils Clément est désormais considéré comme un fonds historiquement constitué et patrimonial dont il faut autant que possible respecter et, pour partie au moins, rétablir l'intégrité, en arrêtant son intégration à la cote WZ.
Ainsi, certains documents ayant fait l'objet de traitements successifs peuvent porter trace de plusieurs cotes, par exemple un document coté dans un recueil Clément, puis retiré du Clément pour un catalogage à la pièce en W, et enfin réintégré dans un recueil WZ.
La création des départements thématiques en 1998 entraîne la disparition du service des recueils, désormais pris en charge par le service Histoire du Département Philosophie, Histoire, Sciences de l'Homme.